# 浙江中大集团
浙江中大集团（英語：Zhejiang Zhongda Group），全称浙江中大集团股份有限公司，简称“中大”，是中国一家以纺织服装国际贸易起家的国有控股公司，总部位于浙江省杭州市，成立于1992年，前身是浙江省服装进出口公司，是中国外经贸部推荐的首家上市公司。
1996年，浙江中大集团在上海证券交易所挂牌上市，股票代码600704。

## 历史
2007年，公司国有股份从母公司浙江中大集团控股有限公司划转到浙江省物产集团公司，成为浙江省物产集团的成员企业。
2015年，吸收合并浙江省物产集团公司后整体上市，公司更名为“物产中大集团股份有限公司”。